# Matt Grzelcyk
Matthew Grzelcyk (né le 5 janvier 1994 à Charlestown dans l'État du Massachusetts aux États-Unis) est un joueur professionnel américain de hockey sur glace. Il évolue au poste de défenseur.

## Biographie
Il rejoint en 2012 les Terriers de l'Université de Boston après avoir été repêché par les Bruins de Boston au troisième tour, 85e rang au total, lors du repêchage d'entrée dans la LNH 2012. 
Il complète ses quatre années d'université avant de devenir professionnel en 2016, lorsqu'il s'aligne avec les Bruins de Providence, qui sont affiliés à l'équipe de Boston dans la LAH. Il joue ses deux premiers matchs dans la LNH avec Boston durant cette même saison. La saison suivante, il parvient à s'établir au sein de la brigade défensive des Bruins en jouant 61 parties dans la LNH durant la saison.

## Statistiques

### En club
| Saison     | Équipe                         | Ligue       |     | Saison régulière | Saison régulière | Saison régulière | Saison régulière | Saison régulière |   | Séries éliminatoires | Séries éliminatoires | Séries éliminatoires | Séries éliminatoires | Séries éliminatoires |
| Saison     | Équipe                         | Ligue       | PJ  | B                | A                | Pts              | Pun              | PJ               | B | A                    | Pts                  | Pun                  |                      |                      |
| 2010-2011  | U.S. National Development Team | USHL        | 36  | 1                | 9                | 10               | 28               | 2                | 0 | 0                    | 0                    | 2                    |                      |                      |
| 2011-2012  | U.S. National Development Team | USHL        | 24  | 1                | 10               | 11               | 6                | -                | - | -                    | -                    | -                    |                      |                      |
| 2012-2013  | Université de Boston           | Hockey East | 38  | 3                | 20               | 23               | 26               | -                | - | -                    | -                    | -                    |                      |                      |
| 2013-2014  | Université de Boston           | Hockey East | 19  | 3                | 8                | 11               | 16               | -                | - | -                    | -                    | -                    |                      |                      |
| 2014-2015  | Université de Boston           | Hockey East | 41  | 10               | 28               | 38               | 36               | -                | - | -                    | -                    | -                    |                      |                      |
| 2015-2016  | Université de Boston           | Hockey East | 27  | 10               | 13               | 23               | 36               | -                | - | -                    | -                    | -                    |                      |                      |
| 2016-2017  | Bruins de Providence           | LAH         | 70  | 6                | 26               | 32               | 18               | 17               | 0 | 3                    | 3                    | 8                    |                      |                      |
| 2016-2017  | Bruins de Boston               | LNH         | 2   | 0                | 0                | 0                | 2                | -                | - | -                    | -                    | -                    |                      |                      |
| 2017-2018  | Bruins de Boston               | LNH         | 61  | 3                | 12               | 15               | 22               | 11               | 0 | 1                    | 1                    | 4                    |                      |                      |
| 2017-2018  | Bruins de Providence           | LAH         | 14  | 0                | 4                | 4                | 14               | -                | - | -                    | -                    | -                    |                      |                      |
| 2018-2019  | Bruins de Boston               | LNH         | 66  | 3                | 15               | 18               | 68               | 20               | 4 | 4                    | 8                    | 6                    |                      |                      |
| 2019-2020  | Bruins de Boston               | LNH         | 68  | 4                | 17               | 21               | 34               | 12               | 0 | 1                    | 1                    | 4                    |                      |                      |
| 2020-2021  | Bruins de Boston               | LNH         | 37  | 5                | 15               | 20               | 22               | 11               | 1 | 3                    | 4                    | 4                    |                      |                      |
| 2021-2022  | Bruins de Boston               | LNH         | 73  | 4                | 20               | 24               | 24               | 5                | 0 | 0                    | 0                    | 6                    |                      |                      |
| 2022-2023  | Bruins de Boston               | LNH         | 75  | 4                | 22               | 26               | 28               | 4                | 0 | 0                    | 0                    | 0                    |                      |                      |
| 2023-2024  | Bruins de Boston               | LNH         | 63  | 2                | 9                | 11               | 37               | 3                | 0 | 0                    | 0                    | 2                    |                      |                      |
| Totaux LNH | Totaux LNH                     | Totaux LNH  | 445 | 25               | 110              | 135              | 237              | 66               | 5 | 9                    | 14                   | 26                   |                      |                      |

### En équipe nationale
| Année | Équipe         | Compétition                  |   | PJ | B | A | Pts | Pun               |  | Résultat |
| 2011  | États-Unis U17 | Défi mondial -17 ans         | 5 | 1  | 5 | 6 | 2   | Médaille d'argent |  |          |
| 2012  | États-Unis U18 | Championnat du monde -18 ans | 6 | 1  | 0 | 1 | 2   | Médaille d'or     |  |          |
| 2014  | États-Unis U20 | Championnat du monde junior  | 5 | 2  | 4 | 6 | 2   | 5e place          |  |          |

## Trophées et honneurs personnels

### National Collegiate Athletic Association (NCAA)
- 2012-2013 : nommé dans l'équipe des recrues de Hockey East
- 2014-2015 :
  - nommé dans la première équipe d'étoiles de Hockey East
  - nommé dans la première équipe d'étoiles de la région Est de la NCAA
- 2015-2016 :
  - nommé dans la première équipe d'étoiles de Hockey East
  - nommé dans la première équipe d'étoiles de la région Est de la NCAA